# Leucanitis albofasciata
Leucanitis albofasciata är en fjärilsart som beskrevs av Volker John 1921. Leucanitis albofasciata ingår i släktet Leucanitis och familjen nattflyn. Inga underarter finns listade i Catalogue of Life.